# واتگامدا
واتگامدا (به لاتین: Wattegammedda) یک منطقهٔ مسکونی در سری‌لانکا است که در استان مرکزی (سری‌لانکا) واقع شده‌است.